# Jarama
Jarama (španělsky Río Jarama) je řeka v centrální části Španělska. Její délka činí 190 km. Povodí má rozlohu 11 000 km².

## Průběh toku
Pramení v Kastilském pohoří ve skupině Sierra de Guadarrama. Je pravým přítokem Taja.

## Vodní stav
Průměrný dlouhodobý průtok činí přibližně 50 m³/s. Nejvyšší vodnosti dosahuje v zimě.

## Využití
V povodí řeky byly vybudovány přehradní nádrže. Voda se využívá na zavlažování.